# سلس الصباغ المنقص التلون
سلس الصباغ المنقص التلون (بالإنجليزية: Incontinentia pigmenti achromians)‏ ويعروف أيضا باسم ("hypomelanosis of Ito") هو حالة جلدية تتميز بأنماط مختلفة من نقص تصبغ ثنائي أو أحادي الجانب تتبع خطوط بلاشكو. على الرغم من أن اتساق نتائج الجلد قد أدى إلى مصطلح "hypomelanosis of Ito"، فإنه يشير في الواقع إلى مجموعة من الاضطرابات ذات الأسباب الوراثية المختلفة بما في ذلك تعدد الصيغ الصبغية واختلال الصيغة الصبغية.
بناءً على تفاصيل العيب الوراثي، يمكن أن تصاحب نتائج الجلد مجموعة كبيرة من النتائج الجهازية. وتشمل هذه الجهاز العصبي المركزي، والعيوب العينية والعضلية الهيكلية. ومع ذلك، فإن الغالبية العظمى من الحالات تقتصر على الجلد.  على عكس الإصابة بسلس الصباغ، يصيب سلس الصباغ المنقص التلون كلا الجنسين بالتساوي.